# Pinanga mooreana
Pinanga mooreana är en enhjärtbladig växtart som beskrevs av John Dransfield. Pinanga mooreana ingår i släktet Pinanga och familjen Arecaceae. Inga underarter finns listade i Catalogue of Life.